# Spragueia jaguaralis
Spragueia jaguaralis är en fjärilsart som beskrevs av George Francis Hampson 1910. Spragueia jaguaralis ingår i släktet Spragueia och familjen nattflyn. Inga underarter finns listade i Catalogue of Life.